# مهدی کلهر
مهدی کلهر (زاده ۱۳۲۸ تهران) فعال فرهنگی و هنری است که مشاور امور اطلاع‌رسانی و رسانه رئیس‌جمهور از مرداد ۱۳۸۵ تا دی ۱۳۸۹ بوده‌است. او سمت‌های مشاور محمود احمدی‌نژاد رئیس‌جمهور وقت و مشاور رئیس سازمان صدا و سیمای ایران را در کارنامه فعالیت‌های خود دارد. وی برادر مرتضی تهرانی و مجتبی تهرانی است.
کلهر در مناظره‌های انتخابات ریاست‌جمهوری دوره نهم به عنوان نماینده احمدی‌نژاد حضور می‌یافت. او در سال ۱۳۸۶ کتابی به نام نامه‌هایی به فرزندم دربارهٔ آزادی منتشر کرد. نرگس کلهر، دختر کلهر، بعد از شرکت در جشنواره فیلم حقوق بشر نورنبرگ در کشور آلمان، از آن کشور تقاضای پناهندگی سیاسی کرد.

## ادعاها
کلهر ادعا کرد در سال ۱۳۸۴ به دلیل اختلاف بر سر حمایت از احمدی‌نژاد از همسرش جدا شده و دخترشان نیز با همسر وی زندگی کرده است. او هم‌چنین در مصاحبه‌ای با خبرگزاری مهر، ندا آقاسلطان را «دختر ساده‌ای دانست که خود را جلوی دوربین به مردن زد و سپس در آمبولانس به دست پزشک فراری به انگلیس (آرش حجازی) کشته شده». وی هم‌چنین ادعا کرد که «به معنای اسم ندا آقاسلطان توجه کنید. ترجمه اسمش به انگلیسی می‌شود فریاد آقای شاه؛ یعنی این مملکت با سابقه ۳۰ سال جمهوری اسلامی به جایی نرسید و باید آقای رضا پهلوی برگردد».

## برکناری
کلهر در مصاحبه‌ای نسبت به سانسور انتقاد کرد و گفت «بحث مهم این است که ما به توانایی برخورد فعال برسیم اما راهبردی که بخواهد بر مبنای سانسور باشد، فاجعه است. هر حکومتی که سانسور را راهبرد قرار بدهد، احمق است.» پس از این مصاحبه محمود احمدی‌نژاد در حکمی حسین مظفر را جانشین کلهر کرد و او را از سمت مشاور رئیس‌جمهور در شورای نظارت بر صدا و سیما برکنار کرد.

## مخالفت با رنگ چادر سیاه
در پی انتشار ویژه نامه ۲۵۸ صفحه‌ای روزنامهٔ ایران به نام «ویژه نامه خاتون ۱» در مرداد ۱۳۹۰، عده‌ای از محافظه کاران، دست‌اندرکاران این ویژه نامه را متهم به زیر سؤال بردن «چادر سیاه» کردند.
خبرسازترین مطلب منتشر شده در ویژه نامه روزنامهٔ ایران، مصاحبه کلهر بود که که رنگ سیاه چادر را تقلیدی از لباس مشکی مردان و زنان غربی در «مجلس‌های شبانه عیاشی اروپا» در زمان ناصرالدین شاه دانسته و گفته «از لحاظ فلسفه حجاب که در قرآن آمده که زن خودش را در مقابل تیر نگاه هیز مردان قرار ندهد، قطعاً چادر مشکی بدترین پوشش است چون چهره زن را قاب می‌کند.»